# ワーユ・ナヤカ
ワーユ・ナーヤカ・アリヤ・パンカリヤニラ（英語: Wahyu Nayaka Arya Pangkaryanira、1992年6月22日 - ）は、インドネシアの男子バドミントン選手。

## 経歴
1歳年下のアデ・ユスフ・サントソとペアを組んで、タイ・オープン優勝などをした。BWF世界ランキングは最高で16位。
2016年のインドネシア・マスターズでは、即席でケビン・サンジャヤ・スカムルジョとペアを組んで優勝した。